# 有益生物
有益生物泛指進行對人類有益作用的生物。人類往往以衡量某個品種的生物對人類的貢獻多寡去判斷其是否有益。例如從農業的角度看，種植農作物是首要的目標，所以任何協助農作物生長的昆蟲均被視為益蟲。
許多種昆蟲可於一個領域裏被視為害蟲，而在另一個領域裏成為益蟲，例如蜻蜓因幼虫和成虫都具有捕猎蚊子等害虫的习性，一般被视作益虫。可蜻蜓幼虫（水趸）会以鱼塘里的鱼苗和虾苗为食，严重时可造成经济损失，故水产养殖方面也被视作害虫。此外有些物种可能会对一个行业同时带来益处和造成危害，此时一般通过比较该物种的利害大小来判断它是有益生物还是有害生物，例如玄灰蝶等常见的鳞翅目昆虫虽然可以给花传粉，但它会在植株上产卵，卵孵化后诞生的幼虫会严重破坏植株，且玄灰蝶的传粉能力并不是很强还可以被其他物种代替，故一般认为玄灰蝶属于害虫。
益蟲在有機種植中，協助益蟲繁衍（如提供較好的生存環境）是防治蟲害的常用策略。有些從事蟲害防治的公司有向農場或園圃出售益蟲，尤其受擁有溫室的農場歡迎。

## 有關益蟲的實例
- 蜜蜂
- 家蠶

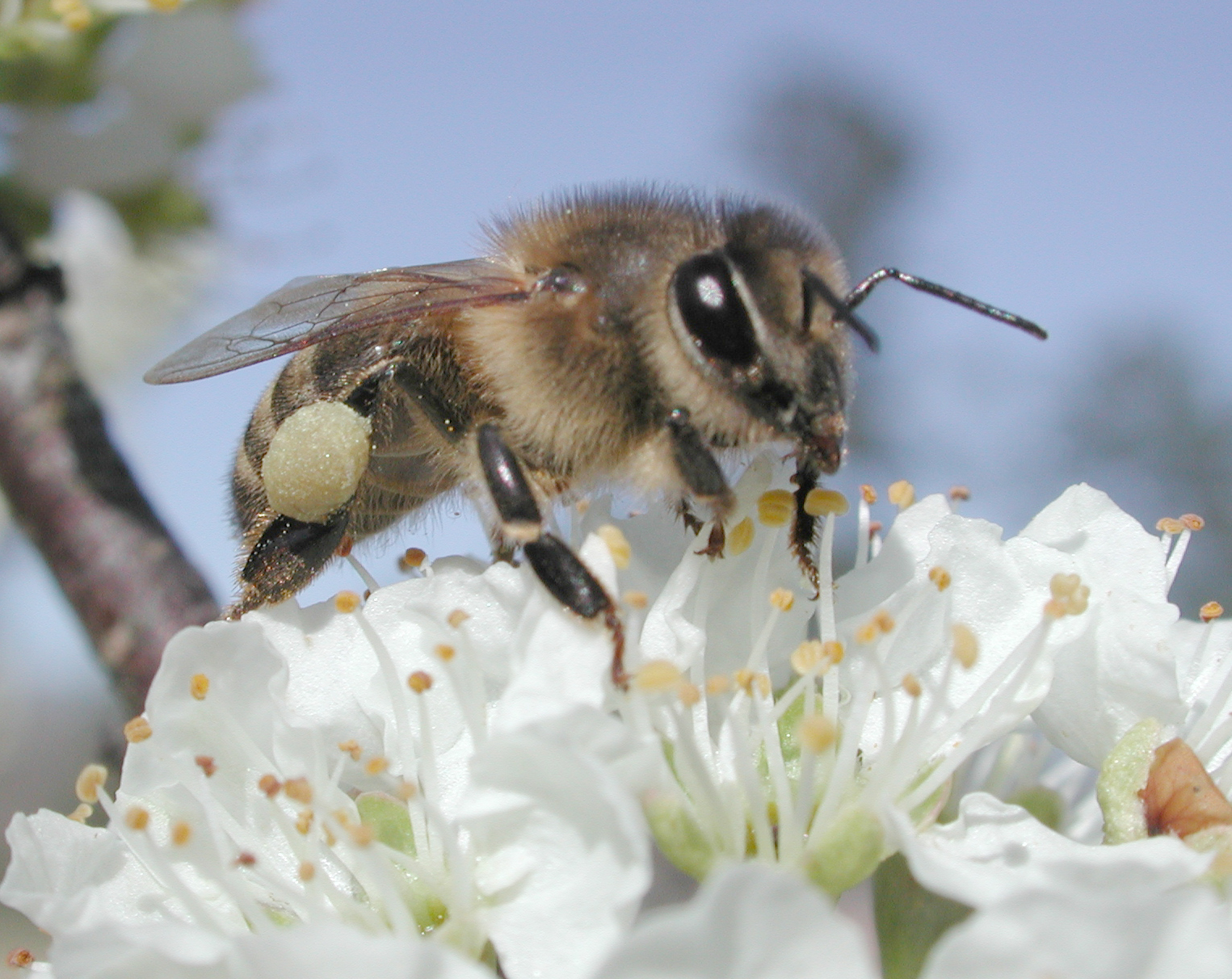
蜜蜂是對人類最重要的昆蟲之一

- 苍蝇（为重要的作物授粉昆虫，但有时也可以传播疾病，一般被视作害虫）
- 瓢蟲
- 螳螂
- 食蚜蝇
- 寄生蜂
- 草蛉（草蛉及其幼蟲蝜蝂是農業害蟲蚜蟲的主要天敵之一）
- 一部分螞蟻
- 鼠婦
- 蜻蜓（幼虫可能会危害水产养殖）
- 蝴蝶（除蚜灰蝶等物种外，大多数蝴蝶的幼體都不是益虫）
- 蜻蛉
- 步行蟲
- 螢火蟲（幼體以蝸牛為食[需要解释]）
- 閰魔蟲
- 高鼻蜂
- 狩獵蜂類（如胡蜂、蘭格氏壁蜂）
- 花蜂類（如熊蜂、塗壁花蜂）
- 寄生蠅（除少部分種類之外皆是）

## 不屬於昆蟲的有益生物
- 美洲豹、豹、虎、蛇、狼、猛禽等掠食者（但有时也可造成经济损失甚至人员伤亡）
- 馬
- 蚯蚓
- 青蛙
- 壁虎
- 蚰蜒
- 捕植螨
- 一部分啄木鳥
- 苏云金杆菌等可用于生物防治的微生物

## 其他
- 食蟲植物（如豬籠草、毛氈苔、捕蠅草等）
- 冬蟲夏草（寄生於蟲蛹，為著名的中草藥）